# روبر دوم
روبر دوم (۲۷ مارس ۹۷۲ میلادی – ۲۰ ژوئیه ۱۰۳۱ میلادی) ملقب به روبر دوم پارسا (به فرانسوی: Robert II le Pieux)، از سال ۹۹۶ میلادی تا هنگام مرگش پادشاه فرانسه بود.

## زندگی
تاریخ دقیق و محل تولد روبر دوم ناشناخته است، اگرچه مورخان از سال ۹۷۲ میلادی و شهر اورلئان نام برده‌اند. او تنها پسر اوگ کاپه از همسرش آدلاید و از دودمان کاپتی‌ها بود. نام او از جد قهرمانش روبر نیرومند که سال ۸۶۶ میلادی در جنگ با وایکینگ‌ها کشته شد، برداشته شده بود. والدین او دست کم دو دختر دیگر داشتند: هدویژ و گیزلا نسب هدویگ و گیزلا توسط منابع معاصر بدون هیچ گونه شکی تأیید شده است. تعدادی از دختران دیگر با اطمینان کمتری تأیید شده‌اند. هدویژ (همسر رنیه چهارم، کنت انو) و ژیزل (همسر هیو یکم، کنت پونتیو).
روبرتیان در سده دهم میلادی قدرتمندترین خانواده اشرافی در فرانسه بودند. در دهه‌های گذشته، دو تن از اعضای آن، اودو و روبر یکم، به تخت پادشاهی نشسته و جانشین دودمان کارولنژی حاکم شدند. دوران حکمرانی اوگ بزرگ که دارای مقام‌های دوک فرانک‌ها و کنت پاریس و پدربزرگ پدر روبر دوم بود، اوج قدرت روبرتیان تا زمان مرگ او در سال ۹۵۶ میلادی بود. میانه سده دهم، هوگو کاپه به عنوان رئیس خانواده موفق شد به پادشاهی فرانک‌ها دست یابد و با تلاش بسیار پادشاهی را در خاندان خود موروثی و دودمان کاپتی را تأسیس کند. دوران جوانی روبر دوم به ویژه با مبارزات بی‌وقفه پادشاه لوتار برای بازپس‌گیری لورن، «مهد دودمان کارولنژی» از تصرف پسردایی‌اش اتوی دوم، امپراتور مقدس روم گذشت.
در اوت ۹۷۸، شاه لوتار به‌طور غیرمنتظره‌ای حمله‌ای را به اکس لا شاپل که خانواده امپراتوری مقدس روم در آن زندگی می‌کردند، آغاز کرد، که به سختی از دستگیری فرار کرد. پس از غارت کاخ امپراتوری و اطراف، او با حمل نشان امپراتوری به فرانسه بازگشت. در اکتبر بعد، اتو دوم برای انتقام، ارتشی متشکل از ۶۰هزار نفر را جمع‌آوری کرد و به قلمروهای لوتار حمله کرد. لوتار، تنها با چند سرباز در اطراف خود، مجبور شد به اوگ کاپه (که پسرخاله‌اش بود) پناه ببرد، که در آن زمان گفته می‌شد که ناجی پادشاهی کارولنژی است. سپس خاندان روبرتیان به چرخشی دست یافت که سرنوشت روبر دوم جوان را تغییر داد. اسقف آدالبرو از رنس، که در اصل منصوب شده از جانب لوتار بود، بیشتر و بیشتر به سمت دربار اوتونی روی می‌آورد که نسبت به آن احساس نزدیکی زیادی می‌کرد.
اوگ کاپه به سرعت فهمید که صعود او بدون حمایت اسقف اعظم آدالبرو امکان‌پذیر نیست. او که خود بیسواد بود و به زبان لاتین تسلط نداشت، در حدود سال ۹۸۴ تصمیم گرفت پسرش را نه نزد محقق فلوری در نزدیکی اورلئان، بلکه نزد اسقف اعظم آدالبرو بفرستد تا بتواند او را در اصول دانش آموزش دهد. در واقع، در پایان قرن دهم، رنس به عنوان معتبرترین مکتب مسیحیت غربی شهرت داشت. پیشوا با کمال میل از روبر استقبال کرد و وی را به منشی خود، گربرت اوریلاک (پاپ سیلوستر دوم آینده)، که یکی از تحصیلکرده‌ترین مردان زمان خود بود، سپرد.

### ارتباط روبر دوم با تاج و تخت (۹۸۷)

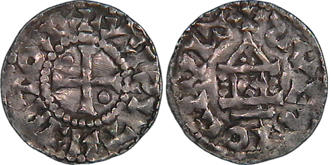
دینار روبر دوم پارسا، در سوآسون ضرب شد.

اوگ کاپه بلافاصله پس از تاجگذاری خود، شروع به تلاش برای تاجگذاری پسرش کرد. اندرو و.لوئی در ردیابی این خانواده مشاهده کرده است که ابزار اساسی که از طریق آن کاپتی‌های اولیه تاج و تخت را در خانواده خود نگه می‌داشتند، از طریق همراهی پسر ارشد بازمانده در خانواده سلطنتی در طول زندگی پدر بود. پدیده‌ای در این سلسله از پادشاهان که فاقد مشروعیت سلسله‌ای بودند.دلیل ادعایی اوگ کاپه این بود که او در حال برنامه‌ریزی یک لشکرکشی علیه ارتش‌های موروها بود که کنت بورل دوم بارسلون را آزار می‌دادند، تهاجمی که هرگز رخ نداد و برای ثبات کشور در صورتی که در سفر بمیرد، یک پادشاه جوان ضروری است. Rodulfus Glaber، با این حال، درخواست هوگو کاپه را به پیری و ناتوانی او در کنترل اشراف نسبت می‌دهد. سلسله در برابر ادعاهای قدرت انتخاباتی از جانب اشراف ضعیف بود. زمانی که اوگ کاپه پیشنهاد همراهی روبر را در تاج و تخت داد، اسقف اعظم آدالبرو از رنس ظاهراً نسبت به این موضوع خصومت داشت و به گفته ریچر از رنس، او به پادشاه پاسخ داد: "ما حق ایجاد دو پادشاه در همان سال را نداریم. (on n'a pas le droit de créer deux rois la même année). اعتقاد بر این است که گربرت اوریلاک (که خود نزدیک به بورل دوم و برای مدتی محافظ او بود) پس از آن به کمک هوگو کاپه آمد تا اسقف اعظم را متقاعد کند که به دلیل سفر هدفمند به این کشور، نیاز به همبستگی وجود دارد. به کنت بارسلونا کمک کرده و انتقال پایدار قدرت را تضمین کند. تحت فشار، اسقف اعظم آدالبرو سرانجام رضایت داد.

## رابطه روبر دوم و کلیسا

### تکفیر روبر دوم توسط کلیسا
روبر دوم در پی ازدواج دومش با برتا بورگوندی، با مخالفت کلیسا روبرو شد. دو مشکل مهم مانع این ازدواج بود: اول اینکه روبر دوم و برتا خاله‌زاده نسل دوم بودند (مادربزرگ آنها هدویگ و گربرگا خواهر بودند) و دوم اینکه روبر دوم پدرخوانده تئوبالد، یکی از پسران برتا از همسر اولش بود. طبق قانون شرع، ازدواج در آن زمان غیرممکن بود. با وجود این، آنان یک اسقف از خود راضی پیدا کردند تا ازدواج آنها را تأیید کند، کاری که Archambaud de Sully، اسقف اعظم تور، سرانجام در نوامبر/دسامبر ۹۹۶ انجام داد که باعث ناراحتی پاپ جدید گریگوری پنجم شد. برای خشنود کردن سریر مقدس، روبر دوم حکم شورای سنت بازل را باطل کرد، اسقف اعظم آرنول که در پی مخالفت با سیاستهای مذهبی روبر زندانی کرده بود را آزاد و او را به مقر اسقفی رنس بازگرداند. گربرت اوریلاک پس از آن مجبور شد در سال ۹۹۷ به اتو سوم، امپراتور مقدس روم پناه ببرد. با وجود این، پاپ به روبر دوم و برتا دستور داد تا به «ازدواج با محارم» خود پایان دهند. سرانجام، دو شورا که ابتدا در پاویا (فوریه ۹۹۷)، سپس در رم (تابستان ۹۹۸) تشکیل جلسه دادند، آنها را به مدت هفت سال به توبه محکوم کردند و در صورت عدم جدایی، آنها را تکفیر کردند. علاوه بر این، در پایان سه سال ازدواج، هیچ نسل زنده‌ای وجود نداشت: برتا در سال ۹۹۹ تنها یک پسر مرده به دنیا آورد. در آن سال، با وجود رسیدن گربرت اوریلاک به مقام پاپ تحت نام سیلوستر دوم، چیزی تغییری نکرد. پاپ جدید پس از یک مجمع عمومی، محکومیت پادشاه فرانک‌ها را پذیرفت که از «خیانت» او رنج برده بود. سرانجام، هفت سال توبه در حدود سال ۱۰۰۳ به پایان رسید.

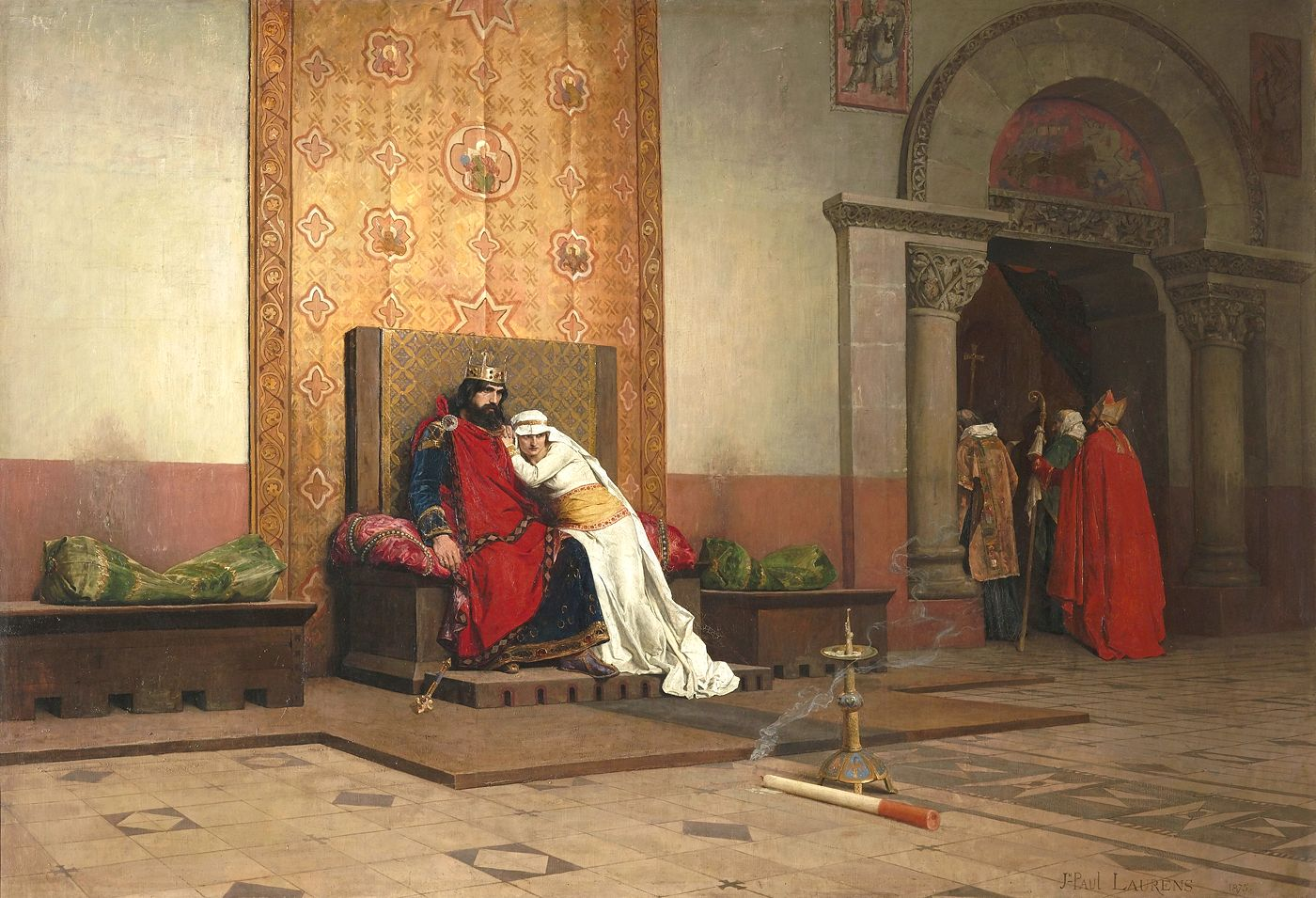
تکفیر روبر پارسا، رنگ روغن اثر ژان پل لرنس، ۱۸۷۵

علیرغم تهدید تکفیر، روبر دوم و برتا تا سپتامبر ۱۰۰۱ از تسلیم شدن خودداری کردند و سرانجام از هم جدا شدند. ناتوانی برتا در به دنیا آوردن فرزندان بیشتر پس از مرده‌زایی احتمالاً دلیل اصلی این امر بوده است. روبر دوم که به وارثان مرد نیاز داشت، تصمیم گرفت یک بار دیگر ازدواج کند.

### یک پادشاه راهب

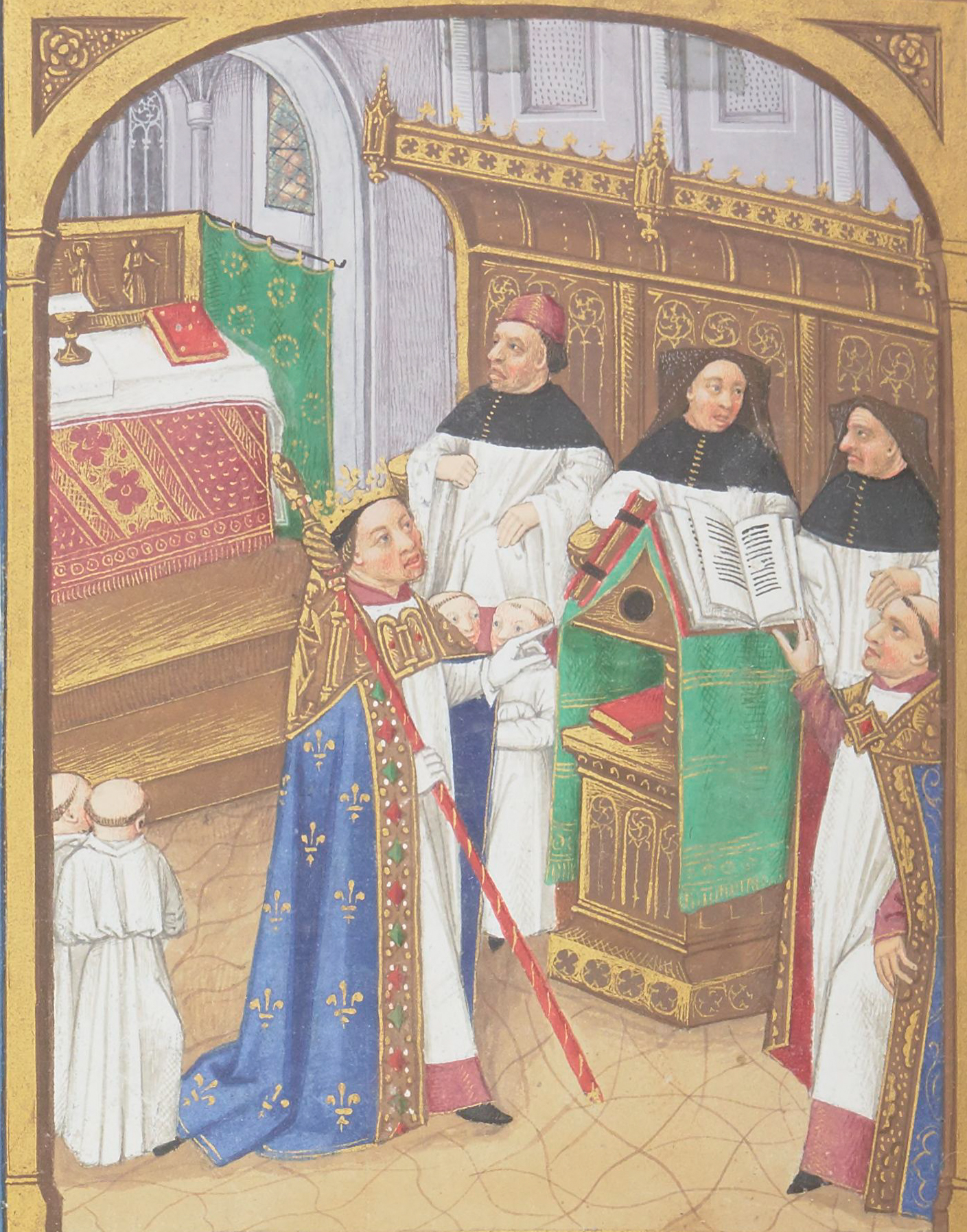
روبر پارسا در دفتر کلیسای جامع اورلئان. روبینه تستارد، «تواریخ بزرگ فرانسه»، حدود. ۱۴۷۱. کتابخانه ملی فرانسه، Fr. 2609

پادشاهان، دوک‌ها و کنت‌های سال ۱۰۰۰ میلادی که مشتاق اطمینان از نجات و ترمیم گناهان خود بودند (تهاجم به سرزمین کلیسا، قتل، ازدواج‌های محارم)، کارآمدترین راهبان را به خود جذب کردند و به آنها اوقاف فراوانی دادند، مانند وقایع نگاری هلگاود فلوری برای روبر دوم نوشت.
روبر دوم یک کاتولیک متعهد بود، از این رو او را متفکر «پرهیزگاران» نامید. او به موسیقی متمایل بود، آهنگساز، خواننده و شاعر بود و کاخ خود را به مکانی برای انزوای مذهبی تبدیل کرد که در آن مراسم تشییع و عشاء را در لباس سلطنتی خود برگزار می‌کرد. شهرت روبر دوم به تقوا نیز ناشی از عدم مدارا او با بدعت گذاران بود که آنها را به سختی مجازات کرد. گفته می‌شود که او از تغییر اجباری یهودیان محلی حمایت می‌کرد. او از شورش علیه یهودیان اورلئان که متهم به توطئه برای تخریب کلیسای مقبره مقدس در اورشلیم بودند، حمایت کرد. علاوه بر این، روبر دوم رسم امپراتوری روم را احیا کرد که بدعت‌گذاران را در آتش می‌سوزاندند..

## پادشاهی
او در سال ۹۸۷ تاجگذاری کرد و به پدرش در امور نظامی کمک کرد (به ویژه در طی دو محاصره لائون، در سالهای ۹۸۸ و ۹۹۱). تحصیلات خوب او که توسط گربرت اوریلاک در رنس ارائه شد، به او اجازه داد به مسائل مذهبی رسیدگی کند که به سرعت ضامن آنها شد (او در سال ۹۹۱ ریاست شورای سنت باسل دو ورزی و در سال ۹۹۴ شورای شل، سنه مرن را بر عهده داشت). در ادامه کار سیاسی پدرش، پس از اینکه در سال ۹۹۶ به عنوان یک حاکمیت منفرد شد، توانست اتحاد با دوک‌نشین نورماندی و کنت‌نشین آنژو را حفظ کند و بدین ترتیب توانست جاه‌طلبی‌های کنت اودو دوم بلوآ را مهار کند.
روبر دوم خود را با سلطنت فوق‌العاده طولانی برای آن زمان متمایز کرد. سرزمینی را که پدر به او سپرد کوچک بود، از این رو سلطنت ۳۵ ساله او با تلاش‌های او برای گسترش قلمرو سلطنتی به هر وسیله‌ای مشخص شد، به ویژه با تلاش طولانی او برای به دست آوردن دوک‌نشین بورگوندی (که در سال ۱۰۱۴ با پیروزی او به پایان رسید) پس از مرگ عموی او دوک هنری یکم در سال ۱۰۰۲ بدون فرزندان مذکر، پس از جنگی علیه اتو-ویلیام از ایورا، پسرخوانده هنری یکم که توسط وی به عنوان وارثش پذیرفته شد.
شکست‌های زناشویی روبر دوم (او سه بار ازدواج کرد، دو مورد از آنها را باطل کرد و سعی کرد سومی را باطل کند، که تنها با امتناع پاپ از پذیرش لغو سوم جلوگیری شد)، به طرز عجیبی با هالهٔ پرهیزگاری که در هم‌مرز با قداست بود، تضاد داشت. هلگاود از فلوری مایل بود در اثر خود «زندگی پادشاه روبر پارسا» (Epitoma vitæ regis Roberti pii) به او قرض دهد. سپس زندگی او به عنوان الگویی ارائه شد که باید از آن پیروی کرد، که از کمک‌های بی‌شماری به مؤسسات مذهبی مختلف، انفاق به فقرا و مهم‌تر از همه، حرکات مقدسی مانند شفای جذامی‌ها انجام شد. روبر دوم اولین حاکمی بود که به عنوان یک «معجزه گر» شناخته می‌شد. پایان سلطنت او ضعف نسبی حاکم را آشکار کرد، که مجبور بود با شورش همسر سوم خود کنستانس و سپس پسران خود (هانری و روبر) بین سال‌های ۱۰۲۵ و ۱۰۳۱ روبرو شود.
روبر دوم دوستانی اندک و دشمنانی بسیار داشت که پسرانش نیز در دسته دوم جای می‌گرفتند. هانری و روبر دو پسر وی بر سر قدرت با پدر به جنگ پرداختند. پادشاه شکست خورد و به بیرون از شهر پاریس پس نشست. در نهایت با پسرانش آشتی کرد. او در ۲۰ ژوئیه ۱۰۳۱ پس از تب شدیدی در مولن، در کشور فرانسه درگذشت. وی را در کنار همسر سومش در کلیسای سن‌دنی به خاک سپردند. پس از وی پسرش هانری با عنوان هانری یکم بر تخت پادشاهی نشست.
نوادگان روبر دوم در آینده نه تنها در فرانسه که در کشورهای انگلستان، پرتغال (از طریق نواده‌اش آفونسوی یکم)، کاستیا و پادشاهی لئون نیز فرمان راندند.